# Olifantje van Bernini

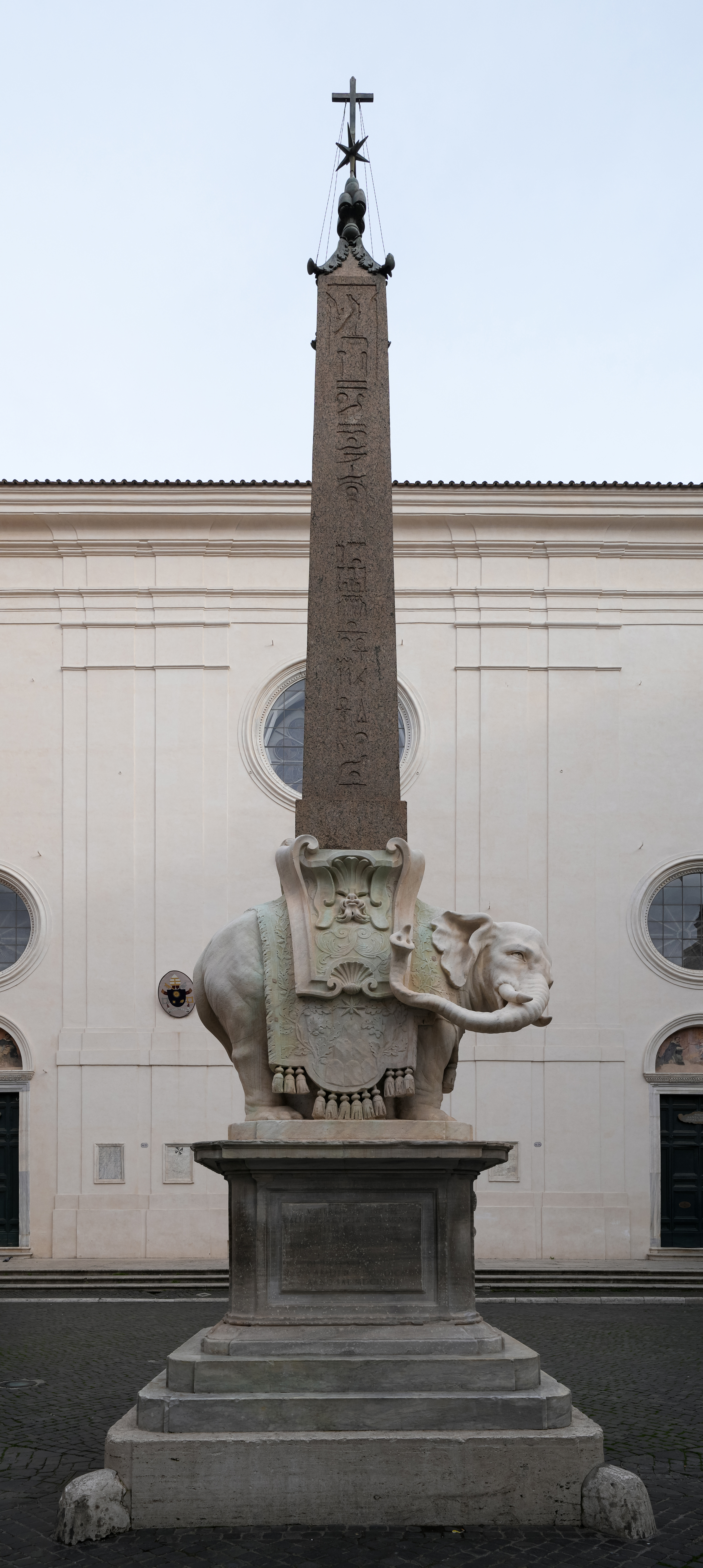
Het Olifantje van Bernini

Het Olifantje van Bernini of Pulcin della Minerva is een marmeren beeldhouwwerk dat is ontworpen door de Italiaanse kunstenaar Gian Lorenzo Bernini om een Egyptische obelisk te dragen. Het staat in Rome op de Piazza della Minerva, nabij het Pantheon.
In de tuin van het klooster bij de Santa Maria sopra Minerva vonden enkele monniken in 1665 een Egyptische obelisk. Tegenwoordig weten we uit de inscripties dat ze in 587 v.Chr. aan de Neithtempel van Saïs is ingehuldigd door farao Apriës (H aa ib rê). In de eerste eeuw van onze jaartelling was de obelisk, met een pendant uit dezelfde tempel, verscheept naar Rome om de Tempel van Isis en Serapis op te sieren. Na de 17e-eeuwse vondst in de kloostertuin gaf Paus Alexander VII opdracht om de obelisk op het plein voor de kerk te plaatsen. Bernini ontwierp een olifant als sokkel, die werd uitgevoerd door zijn assistent Ercole Ferrata. De combinatie olifant-obelisk kwam voor in het boek Hypnerotomachia Poliphili. Het 12,69 m hoge geheel werd in 1667 voltooid. De andere obelisk uit Saïs bevindt zich in Urbino op de Piazza del Rinascimento.